# Leo Nuñez
Leo Nuñez (Buenos Aires, 1975) es un artista argentino que ha desarrollado la mayor parte de su producción artística en el área del arte interactivo. Sus obras han recibido diferentes premios, entre ellos el Premio Incentivo a la Producción VIDA 12.0.(2009),  el  Segundo Premio Mamba y Fundación telefónicas con LIMBO (2009)
, y la Beca del Laboratorio de Producción del MediaLab del CCEBA(2008), entre otros.

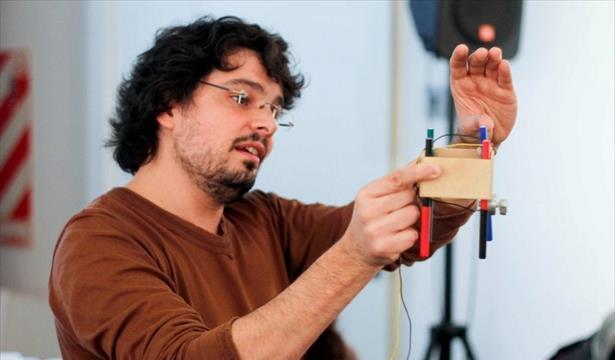

## Trayectoria
Tuvo varios estudios universitarios a lo largo de su vida. Realizó la carrera de Maestría en Tecnología y Estética de las Artes Electrónicas en la Institución Universidad Nacional de Tres de Febrero, que aun no ha finalizado. Entre 2004 y 2007 realizó una Licenciatura en Artes Electrónicos en la Universidad Nacional de Tres de Febrero. En el año 1997 hasta el 1998 realizó la carrera de  Diseño de Imagen y Sonido y por último entre 1993 y 1994 obtuvo su título de Ingeniería en Sistemas de Información en la Universidad Tecnológica Nacional.
Sus obras más destacadas fueron: “desilusiones ópticas”, “modelo de incertidumbre térmica”, “Infectos”, “Tecnología Led”, “Fluidos”, “Dispersiones 2.0”, “Espacio Cambiario”, "Pasos discretos”, “Entes indóciles”, "Game of life", "Dispersiones", "Propagaciones", "Dispersiones P.A." y "Rostros".
Fue investigador invitado en el Laboratorio de Inteligencia Artificial Aplicada, dirigido por el Dr. Diego Fernández Slezak. Desarrollo de aplicaciones de visualización de datos comportamiento cerebral utilizando Emotiv Systems, interfaces cerebro-ordenador basado en la electroencefalografía. También desarrolló un proyecto de robots reprogramables con fines educativos.
Realizó un proyecto llamado “MinuPhone” de la Fundación Telefónica. Fue una reconstrucción de la obra realizada y perdida en los años 60 por Marta Minujín. Su tarea fue transportar las tecnología utilizadas en la obra original a las nuevas tecnologías, sin perder el espíritu de la obra. Y diseñar y realizar los resultados de dicha investigación.